# Росен (Бургаська область)
Ро́сен (болг. Росен) — село в Бургаській області Болгарії. Входить до складу громади Созопол.

## Населення
За даними перепису населення 2011 року у селі проживали 1424 особи.
Національний склад населення села:
| Національність   | Кількість осіб | Відсоток |
| ---------------- | -------------- | -------- |
| болгари          | 927            | 66,6%    |
| цигани           | 449            | 32,3%    |
| турки            | 3              | 0,2%     |
| Всього відповіли | 1391           |          |

Розподіл населення за віком у 2011 році:
Динаміка населення: